# Chessie System
Chessie System was een houdstermaatschappij (holding) in de Verenigde Staten en was eigenaar van de spoorwegmaatschappijen Baltimore & Ohio Railroad (B&O), Western Maryland Railway (WM) en Chesapeake & Ohio Railway (C&O). Chessie System is opgericht in 1973 en ging in 1980 op in CSX Corporation.

## Geschiedenis
De drie maatschappijen die in 1973 deel gingen uitmaken van Chessie System, hadden in de jaren voorafgaand aan Chessie al sterke banden met elkaar: de B&O had namelijk al controle over de Western Maryland, en in 1963 kreeg de C&O de controle over de B&O. In 1973 werd Chessie System opgericht als houdstermaatschappij van de drie afzonderlijke maatschappijen. Opmerkelijk is dat de drie bedrijven gewoon bleven bestaan en als aparte spoorbedrijven bleven functioneren. Ze werkten wel samen en gebruikten elkaars materieel, maar elke maatschappij behield zijn eigen vloot aan locomotieven en goederenwagens. Als Chessie System nieuw materieel kocht, werd dit toegewezen aan een van de drie maatschappijen. Wel kreeg zowel het oude als het nieuwe materieel het kleurenschema en logo van Chessie System, maar de reporting marks op het materieel waren nog steeds van de bedrijven zelf.
In 1980 fuseerden Chessie System en Seaboard Coast Line tot de CSX Corporation. Seaboard Coast Line – een bedrijf dat in 1967 was ontstaan uit een fusie - was in 1972 al gaan samenwerken met enkele andere maatschappijen onder de naam The Family Lines; in 1983 fuseerden de maatschappijen die deel uitmaakten van dit samenwerkingsverband tot Seaboard System. In 1986 werd CSX Transportation opgericht en Seaboard System en Chessie System werden hiermee één geheel. De losse maatschappijen C&O en B&O werden een jaar later officieel opgeheven.
Ondanks dat Chessie in 1980 onderdeel was geworden van CSX, bleef het eigen kleurenschema gehandhaafd tot 1986. In dat jaar kwam er een eigen CSX-kleurenschema en werd het oude en nieuwe materieel in CSX-kleuren gespoten.

## Logo
Het logo en de naam van Chessie System is afkomstig van een advertentie uit de jaren ’30 van de C&O. In die advertentie werd een katje getoond dat - dankzij de hoge kwaliteit van de C&O-reizigerstreinen - rustig kon slapen tijdens de rit. Omdat de C&O de bijnaam ‘Chessie’ had en het woord Chessie tevens werd gebruikt om een bepaalde kattensoort aan te duiden, speelde het katje de hoofdrol in deze advertentie.
Het slapende katje is gestileerd weergegeven in de C van Chessie System.